# NHL Winter Classic 2011

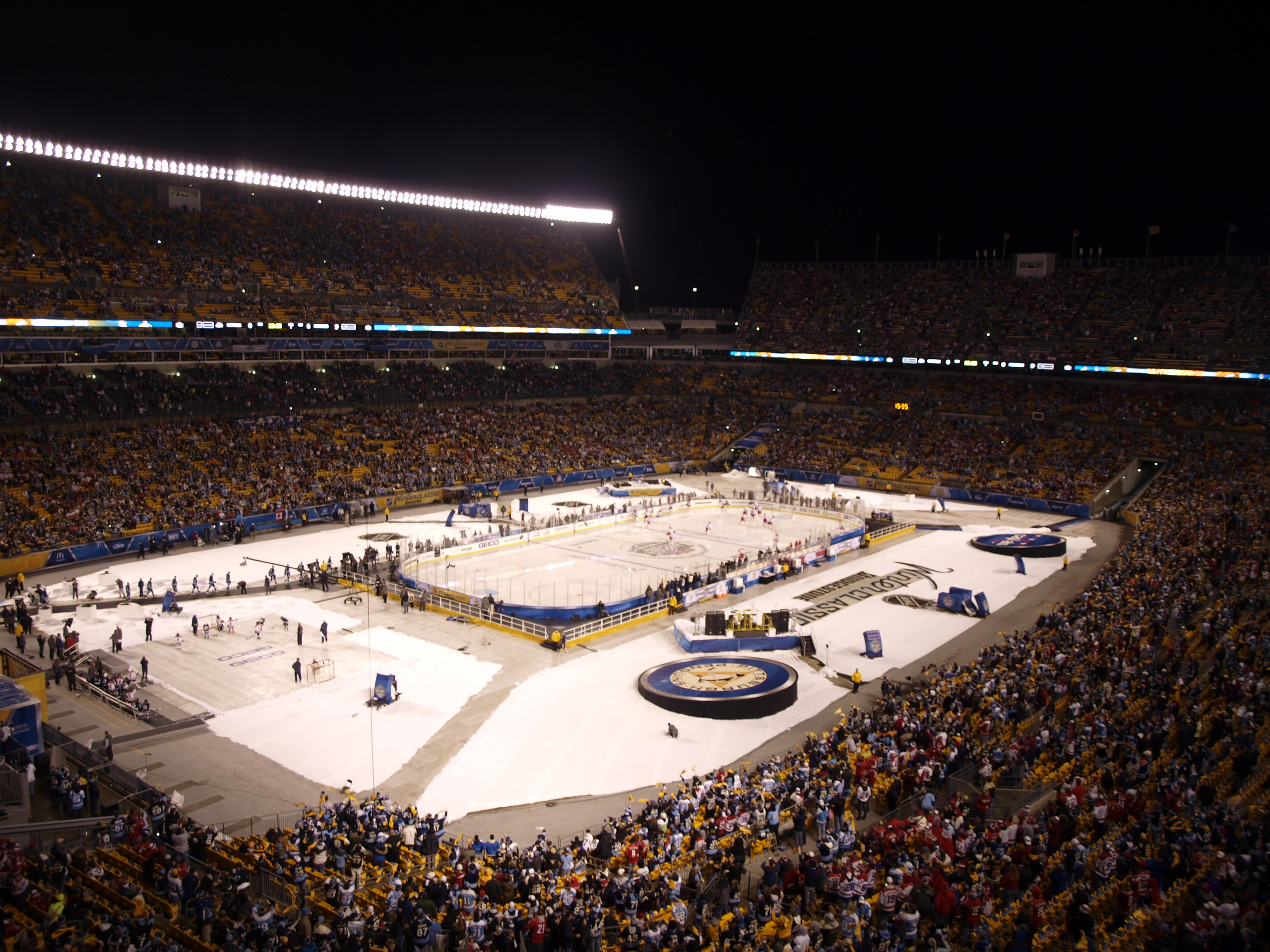
NHL Winter Classic på Heinz Field, 2011.

Bridgestone NHL Winter Classic 2011 var ett sportarrangemang i den nordamerikanska ishockeyligan National Hockey League (NHL) där en grundspelsmatch spelades utomhus mellan Pittsburgh Penguins och Washington Capitals på Heinz Field i Pittsburgh, Pennsylvania i USA den 1 januari 2011.

## Matchen

### Trupperna

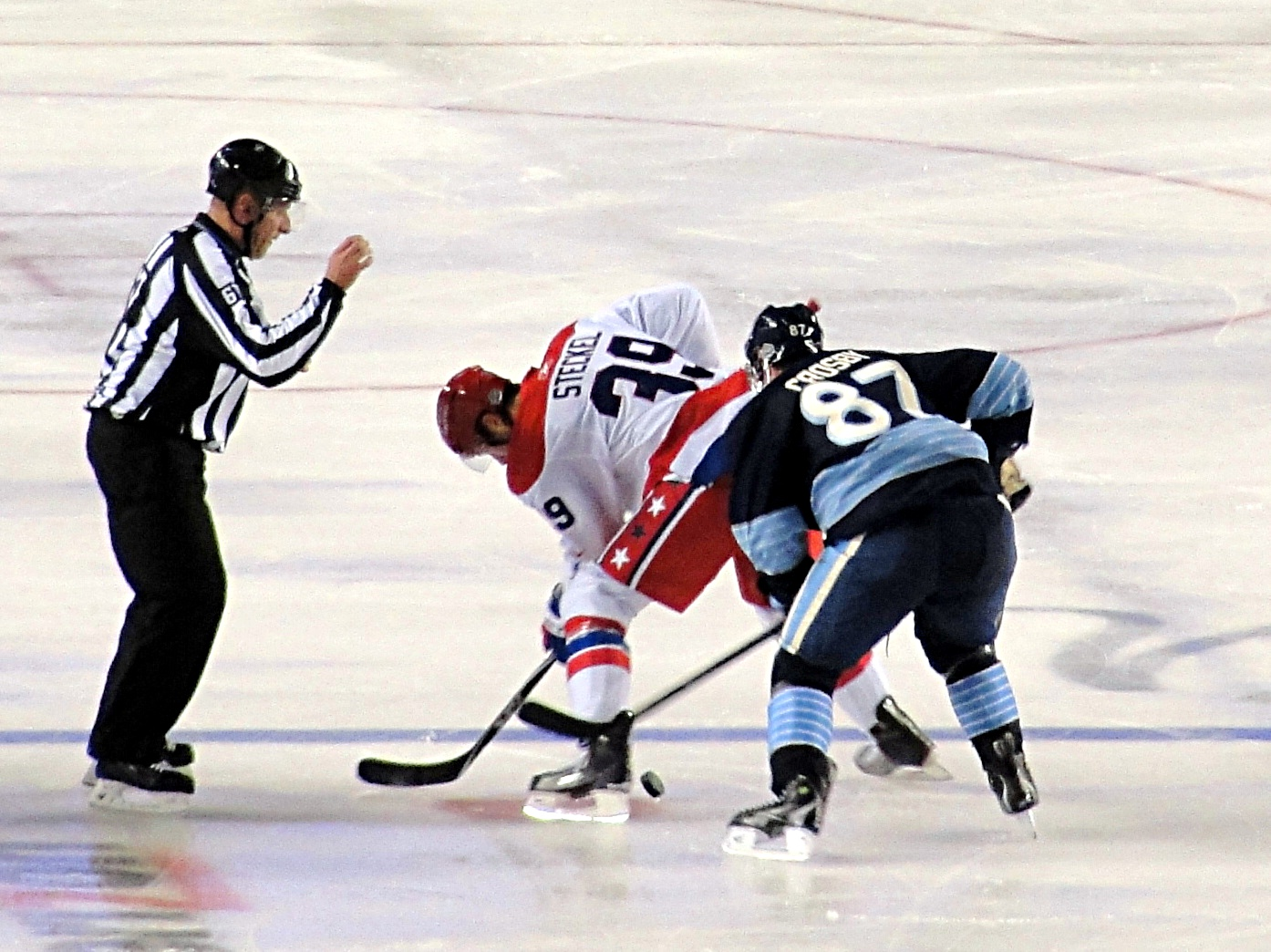
Sidney Crosby (#87) mot Dave Steckel (#39) vid en tekning.

Lagens spelartrupper till matchen.
| Namn                | Namn                | Namn           |
| Målvakter           | Målvakter           | Målvakter      |
| ------------------- | ------------------- | -------------- |
| Marc-André Fleury   |                     |                |
| Brent Johnson       |                     |                |
| Backar              |                     |                |
| Deryk Engelland     |                     |                |
| Alex Goligoski      |                     |                |
| Kris Letang         |                     |                |
| Paul Martin         |                     |                |
| Zbyněk Michálek     |                     |                |
| Brooks Orpik (A)    |                     |                |
| Forwards            |                     |                |
| Namn                | Namn                | Position       |
| Craig Adams         | Craig Adams         | Högerforward   |
| Arron Asham         | Arron Asham         | Vänsterforward |
| Matt Cooke          | Matt Cooke          | Högerforward   |
| Sidney Crosby (C)   | Sidney Crosby (C)   | Center         |
| Pascal Dupuis       | Pascal Dupuis       | Högerforward   |
| Tyler Kennedy       | Tyler Kennedy       | Högerforward   |
| Chris Kunitz        | Chris Kunitz        | Vänsterforward |
| Mark Letestu        | Mark Letestu        | Center         |
| Jevgenij Malkin (A) | Jevgenij Malkin (A) | Center         |
| Mike Rupp           | Mike Rupp           | Center         |
| Jordan Staal        | Jordan Staal        | Center         |
| Maxime Talbot       | Maxime Talbot       | Vänsterforward |
| Tränare             |                     |                |
| Dan Bylsma          |                     |                |

| Namn                   | Namn                   | Namn           |
| Målvakter              | Målvakter              | Målvakter      |
| ---------------------- | ---------------------- | -------------- |
| Michal Neuvirth        |                        |                |
| Semjon Varlamov        |                        |                |
| Backar                 |                        |                |
| Karl Alzner            |                        |                |
| John Carlson           |                        |                |
| John Erskine           |                        |                |
| Mike Green             |                        |                |
| Scott Hannan           |                        |                |
| Jeff Schultz           |                        |                |
| Forwards               |                        |                |
| Namn                   | Namn                   | Position       |
| Jay Beagle             | Jay Beagle             | Högerforward   |
| Nicklas Bäckström (A)  | Nicklas Bäckström (A)  | Center         |
| Jason Chimera          | Jason Chimera          | Vänsterforward |
| Eric Fehr              | Eric Fehr              | Högerforward   |
| Matt Hendricks         | Matt Hendricks         | Vänsterforward |
| Marcus Johansson       | Marcus Johansson       | Center         |
| Mike Knuble (A)        | Mike Knuble (A)        | Högerforward   |
| Brooks Laich           | Brooks Laich           | Vänsterforward |
| Aleksandr Ovetjkin (C) | Aleksandr Ovetjkin (C) | Vänsterforward |
| Mathieu Perreault      | Mathieu Perreault      | Center         |
| Aleksandr Siomin       | Aleksandr Siomin       | Högerforward   |
| Dave Steckel           | Dave Steckel           | Center         |
| Tränare                |                        |                |
| Bruce Boudreau         |                        |                |

### Resultatet
|  | 1 januari 2011 | Pittsburgh Penguins                                                                                  | 1 – 3 | Washington Capitals | Heinz Field | |
|  |                | Första perioden: — Andra perioden: Jevgenij Malkin (2:13) Assists: Letang, Fleury Tredje perioden: — |       | Första perioden: — Andra perioden: (6:54) (PP) Mike Knuble Assists: Bäckström, Green (14:45) Eric Fehr Assists: Johansson, Chimera Tredje perioden: (11:59) Eric Fehr Assists: Chimera, Erskine | Pittsburgh, Pennsylvania, USA Publik: 68 111 Domare: Paul Devorski, Stephen Walkom Linjedomare: Derek Amell, Pierre Champoux | Pittsburgh, Pennsylvania, USA Publik: 68 111 Domare: Paul Devorski, Stephen Walkom Linjedomare: Derek Amell, Pierre Champoux |
|  |                | |       | | Pittsburgh, Pennsylvania, USA Publik: 68 111 Domare: Paul Devorski, Stephen Walkom Linjedomare: Derek Amell, Pierre Champoux | Pittsburgh, Pennsylvania, USA Publik: 68 111 Domare: Paul Devorski, Stephen Walkom Linjedomare: Derek Amell, Pierre Champoux |
|  |                | |       | | Pittsburgh, Pennsylvania, USA Publik: 68 111 Domare: Paul Devorski, Stephen Walkom Linjedomare: Derek Amell, Pierre Champoux | Pittsburgh, Pennsylvania, USA Publik: 68 111 Domare: Paul Devorski, Stephen Walkom Linjedomare: Derek Amell, Pierre Champoux |

#### Matchstatistik
|                     | Pittsburgh Penguins | Washington Capitals |
| ------------------- | ------------------- | ------------------- |
| Powerplay           | 0/4                 | 1/2                 |
| Tacklingar          | 44                  | 26                  |
| Vunna tekningar (%) | 50                  | 50                  |
| Blockerade skott    | 9                   | 16                  |
| Utvisningsminuter   | 9                   | 13                  |

| Period | Pittsburgh Penguins | Washington Capitals |
| ------ | ------------------- | ------------------- |
| Första | 16                  | 12                  |
| Andra  | 8                   | 16                  |
| Tredje | 9                   | 4                   |
| Totalt | 33                  | 32                  |

#### Utvisningar
| Spelare         | Utvisning       | Utvisningsminuter | Tid             |
| Första perioden | Första perioden | Första perioden   | Första perioden |
| --------------- | --------------- | ----------------- | --------------- |
| Paul Martin     | Hakning         | 2:00              | 4:40            |
| Mike Rupp       | Fighting        | 5:00              | 11:52           |
| Andra perioden  |                 |                   |                 |
| Max Talbot      | Holding         | 2:00              | 5:56            |
| Tredje perioden |                 |                   |                 |
| Källa:          |                 |                   |                 |

| Spelare                                            | Utvisning              | Utvisningsminuter | Tid             |
| Första perioden                                    | Första perioden        | Första perioden   | Första perioden |
| -------------------------------------------------- | ---------------------- | ----------------- | --------------- |
| Mike Green                                         | Holding                | 2:00              | 8:21            |
| John Erskine                                       | Fighting               | 5:00              | 11:52           |
| Andra perioden                                     |                        |                   |                 |
| Brooks Laich                                       | Interference (Målvakt) | 2:00              | 2:59            |
| John Erskine                                       | Hakning                | 2:00              | 15:37           |
| Tredje perioden                                    |                        |                   |                 |
| Mike Knuble                                        | Delay of game          | 2:00              | 7:28            |
| Termer: Förseelser som leder till utvisningsstraff |                        |                   |                 |

### Statistik

#### Pittsburgh Penguins

##### Utespelare
| Spelare         | Mål | Assist | Poäng | +/− | Utvisningsminuter | Skott | Vunna tekningar (%) | Tacklingar | Tid på isen |
| --------------- | --- | ------ | ----- | --- | ----------------- | ----- | ------------------- | ---------- | ----------- |
| Jevgenij Malkin | 1   | 0      | 1     | 0   | 0                 | 4     | —                   | 3          | 24:23       |
| Kris Letang     | 0   | 1      | 1     | +1  | 0                 | 7     | —                   | 1          | 27:06       |
| Craig Adams     | 0   | 0      | 0     | 0   | 0                 | 1     | 0                   | 7          | 8:13        |
| Arron Asham     | 0   | 0      | 0     | 0   | 0                 | 0     | —                   | 1          | 4:37        |
| Matt Cooke      | 0   | 0      | 0     | 0   | 0                 | 1     | —                   | 4          | 16:10       |
| Sidney Crosby   | 0   | 0      | 0     | -1  | 0                 | 5     | 58                  | 1          | 24:56       |
| Pascal Dupuis   | 0   | 0      | 0     | -1  | 0                 | 1     | —                   | 4          | 17:05       |
| Deryk Engelland | 0   | 0      | 0     | -1  | 0                 | 0     | —                   | 4          | 12:44       |
| Alex Goligoski  | 0   | 0      | 0     | -1  | 0                 | 1     | —                   | 1          | 20:05       |
| Tyler Kennedy   | 0   | 0      | 0     | 0   | 0                 | 1     | 100                 | 1          | 13:22       |
| Chris Kunitz    | 0   | 0      | 0     | 0   | 0                 | 1     | —                   | 6          | 21:29       |
| Mark Letestu    | 0   | 0      | 0     | 0   | 0                 | 2     | 38                  | 1          | 14:57       |
| Paul Martin     | 0   | 0      | 0     | -1  | 2                 | 3     | —                   | 0          | 20:50       |
| Zbyněk Michálek | 0   | 0      | 0     | -1  | 0                 | 1     | —                   | 1          | 19:42       |
| Brooks Orpik    | 0   | 0      | 0     | +1  | 0                 | 2     | —                   | 2          | 19:33       |
| Mike Rupp       | 0   | 0      | 0     | 0   | 5                 | 0     | 0                   | 2          | 5:29        |
| Jordan Staal    | 0   | 0      | 0     | 0   | 0                 | 2     | 61                  | 3          | 14:38       |
| Maxime Talbot   | 0   | 0      | 0     | -1  | 2                 | 2     | 33                  | 2          | 12:55       |
| Källa:          |     |        |       |     |                   |       |                     |            |             |

##### Målvakt
| Spelare           | Skott mot sig | Räddningar | Insläppta mål | Räddningsprocent | Utvisningsminuter | Tid på isen |
| ----------------- | ------------- | ---------- | ------------- | ---------------- | ----------------- | ----------- |
| Marc-André Fleury | 32            | 29         | 3             | 0,906            | 0                 | 58:48       |
| Källa:            |               |            |               |                  |                   |             |

#### Washington Capitals

##### Utespelare
| Spelare            | Mål | Assist | Poäng | +/− | Utvisningsminuter | Skott | Vunna tekningar (%) | Tacklingar | Tid på isen |
| ------------------ | --- | ------ | ----- | --- | ----------------- | ----- | ------------------- | ---------- | ----------- |
| Eric Fehr          | 2   | 0      | 2     | +2  | 0                 | 3     | —                   | 0          | 9:55        |
| Jason Chimera      | 0   | 2      | 2     | +2  | 0                 | 2     | —                   | 2          | 11:32       |
| Mike Knuble        | 1   | 0      | 1     | 0   | 2                 | 3     | —                   | 0          | 19:41       |
| Nicklas Bäckström  | 0   | 1      | 1     | -1  | 0                 | 3     | 63                  | 0          | 20:46       |
| John Erskine       | 0   | 1      | 1     | 0   | 7                 | 0     | —                   | 0          | 12:31       |
| Mike Green         | 0   | 1      | 1     | 0   | 2                 | 0     | —                   | 5          | 21:15       |
| Karl Alzner        | 0   | 0      | 0     | 0   | 0                 | 0     | —                   | 2          | 24:25       |
| Jay Beagle         | 0   | 0      | 0     | 0   | 0                 | 2     | 60                  | 4          | 13:37       |
| John Carlson       | 0   | 0      | 0     | 0   | 0                 | 1     | —                   | 1          | 26:28       |
| Scott Hannan       | 0   | 0      | 0     | +1  | 0                 | 2     | —                   | 0          | 18:44       |
| Matt Hendricks     | 0   | 0      | 0     | 0   | 0                 | 0     | 100                 | 3          | 14:37       |
| Marcus Johansson   | 0   | 1      | 1     | +2  | 0                 | 1     | 50                  | 3          | 13:08       |
| Brooks Laich       | 0   | 0      | 0     | 0   | 2                 | 2     | 50                  | 1          | 13:50       |
| Aleksandr Ovetjkin | 0   | 0      | 0     | -1  | 0                 | 6     | —                   | 1          | 18:26       |
| Mathieu Perreault  | 0   | 0      | 0     | 0   | 0                 | 2     | 13                  | 0          | 11:11       |
| Jeff Schultz       | 0   | 0      | 0     | +1  | 0                 | 1     | —                   | 2          | 14:26       |
| Aleksandr Siomin   | 0   | 0      | 0     | -1  | 0                 | 1     | —                   | 0          | 12:54       |
| Dave Steckel       | 0   | 0      | 0     | 0   | 0                 | 3     | 50                  | 2          | 14:34       |
| Källa:             |     |        |       |     |                   |       |                     |            |             |

##### Målvakt
| Spelare         | Skott mot sig | Räddningar | Insläppta mål | Räddningsprocent | Utvisningsminuter | Tid på isen |
| --------------- | ------------- | ---------- | ------------- | ---------------- | ----------------- | ----------- |
| Semjon Varlamov | 33            | 32         | 1             | 0,970            | 0                 | 60:00       |
| Källa:          |               |            |               |                  |                   |             |